# Natick
Natick (en anglais [ˈneɪtɨk]) est une ville du comté de Middlesex dans le Massachusetts, aux États-Unis. Située à 24 km à l'ouest de Boston, Natick fait partie du Grand Boston. La ville compte 34 230 habitants en 2014.  
La ville abrite le U.S. Army Soldier Systems Center (SSC) (dit aussi Natick Army Labs), vaste « complexe militaro-industriel de 320 000 mètres carrés », où des ingénieurs civils et militaires planchent sur l'amélioration de la nourriture, des équipements et des uniformes des soldats américains.

## Histoire
Le nom Natick vient d'un mot des amérindiens Massachusett, généralement interprété comme Les collines ; mais il faudrait l'interpréter comme « endroit propice », référence aux efforts de John Eliot pour établir une mission en territoire indien.

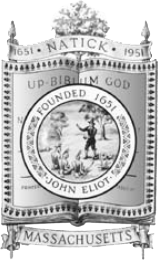
Ancien sceau de Natick, représentant John Eliot préchant les indiens.

Natick a en effet été fondée en 1651 par le prêcheur puritain John Eliot, de Widford (Hertfordshire), dépêché en Nouvelle-Angleterre par le Long Parlement en vue de convertir les indigènes des deux rives de la Charles River, sur des terres attenantes à la colonie de Dedham. Natick fut la première mission indienne établie par Eliot et fut longtemps le foyer d'évangélisation en Nouvelle-Angleterre. À une époque où la plupart des villages indiens (tels Waban ou Cutshamekin) étaient autonomes, il s'agissait de convertir des tribus aux mœurs européennes et puritaines pour en faire des Praying Indians. Avec l'aide de ses nouveaux fidèles, Eliot réalisa la première traduction de la Bible en langue algonquienne (1663).
Les autorités coloniales, selon une optique défensive évidente, multiplièrent ce genre de mission autour de Boston. Natick est la mission indienne dont l'existence est le mieux documentée.